# Cassie Gaines
Cassie LaRue Gaines (Seneca, 9 gennaio 1948 – Gillsburg, 20 ottobre 1977) è stata una cantante statunitense, conosciuta come corista dei Lynyrd Skynyrd.

## Biografia
Invitata da JoJo Billingsley e Ronnie Van Zant ad entrare come corista del gruppo southern rock Lynyrd Skynyrd, ha lavorato in questo gruppo insieme a JoJo e Leslie Hawkins come trio chiamato The Honkettes. Dopo di lei è entrato nel gruppo suo fratello, il chitarrista Steve Gaines, in sostituzione di Ed King.
Il 20 ottobre 1977 rimase coinvolta in un incidente aereo durante un volo che portava la band dalla Carolina del Sud alla Louisiana: nell'incidente rimasero vittime Cassie e Steve Gaines, Ronnie Van Zant, l'assistente Dean Kilpatrick, il pilota Walter McCreary e il co-pilota William Gray. Cassie e Steve Gaines sono sepolti in Florida.